# Grytafjorden
Grytafjorden er en fjord i Ålesund kommune på Sunnmøre   i Møre og Romsdal fylke i Norge. Den ligger syd for Grytastranda og nord for Ellingsøya i Ålesund. Fjorden går 22 kilometer mod øst til Tennfjord i bunden af fjorden. Fjorden har indløb ved mellem Store-Kalvøy i nord og Hov på Ellingsøya, lige nord for selve byen Ålesund, i syd. Fjorden forsetter da sørover som Valderhaugfjorden. Mellem østenden af Ellingsøya og fastlandet går Taftasundet mod syd til Ellingsøyfjorden som går parallelt til Grytafjorden på sydsiden af Ellingsøya.Fylkesvej 107  går via den 156 meter lange Taftasundsbroen over Taftasundet til Ellingsøy.
Holmene Kjepina som ligger i fjorden er fredet som naturreservat for havfugle.
Fjorden er fra 1 til 2 kilometer bred og den største dybde er 169 meter.
Fylkesvej 659 går fra Tennfjord og et stykke ud langs nordsiden af fjorden før den svinger nordover. Fylkesvej 146  fortsætter ud langs fjorden.